# Fenelzyna
Fenelzyna (łac. phenelzinum) – organiczny związek chemiczny będący pochodną hydrazyny o budowie zbliżonej do fenyloetyloaminy, działający jako nieselektywny, nieodwracalny inhibitor monoaminooksydazy (IMAO). Obecnie bardzo rzadko stosowana w leczeniu zaburzeń depresyjnych (preparaty fenelzyny nie są zarejestrowane w Polsce). Wywołuje, podobnie jak inne nieselektywne IMAO, groźne interakcje z innymi lekami oraz niektórymi pokarmami, wymaga stosowania diety ubogiej w tyraminę.
Uważa się, że fenelzyna – podobnie jak inne IMAO – wykazuje zauważalnie wyższą skuteczność w leczeniu depresji i lęków w porównaniu z bardziej popularnymi lekami, np. selektywne inhibitory zwrotnego wychwytu serotoniny (SSRI). O ile jej skuteczność jako leku pierwszego rzutu jest nie większa od innych leków, o tyle znajduje zastosowanie w leczeniu depresji atypowej (skuteczność wyższa od imipraminy), fobii społecznej oraz wtedy, kiedy inne antydepresanty są nieskuteczne. W Stanach Zjednoczonych, Hiszpanii, państwach Ameryki Łacińskiej, Kanadzie, Wielkiej Brytanii fenelzyna jest stosowana (nazwy handlowe Nardil, Nardelzine), mimo dobrego dostępu do innych leków.
Skutki uboczne stosowania fenelzyny powodują, że jest ona traktowana, podobnie jak inne nieselektywne i nieodwracalne inhibitory MAO, jako lek ostatniej szansy, jednakże ma stałe miejsce w terapii zaburzeń depresyjnych (firma Pfizer szacuje, że Nardil przyjmuje przynajmniej 80 000 osób na świecie), szczególnie przebiegających z lękiem, z uwagi na jej unikatowy sposób działania (wpływ na układ GABA).
W lecznictwie zamkniętym, pod ścisłą kontrolą lekarską, u pacjentów z depresją oporną na leczenie, stosuje się niekiedy inhibitory MAO razem z innymi lekami przeciwdepresyjnymi, lecz grozi to wystąpieniem zespołu serotoninowego (jeśli połączono z lekami serotoninergicznymi), przełomu nadciśnieniowego (w przypadku połączenia z lekami adrenergicznymi) lub delirium. Zazwyczaj hydrazynowe IMAO łączy się z amitryptyliną, przy czym albo dodaje się IMAO do amitryptyliny albo zaczyna przyjmować oba leki jednocześnie, dołączenie amitryptyliny do rozpoczętego wcześniej leczenia IMAO niesie ze sobą szczególne ryzyko powikłań.